# Edna Carrillo
Edna Guadalupe Carrillo Torres (Guadalajara, 12 de noviembre de 1991) es una deportista mexicana que compite en judo.
Ganó tres medallas en los Juegos Panamericanos entre los años 2015 y 2023, y once medallas en el Campeonato Panamericano de Judo entre los años 2009 y 2023.

## Palmarés internacional
| Juegos Panamericanos    | Juegos Panamericanos       | Juegos Panamericanos | Juegos Panamericanos |
| Año                     | Lugar                      | Medalla              | Categoría            |
| ----------------------- | -------------------------- | -------------------- | -------------------- |
| 2015                    | Toronto (Canadá)           | Medalla de bronce    | –48 kg               |
| 2019                    | Lima (Perú)                | Medalla de bronce    | –48 kg               |
| 2023                    | Santiago (Chile)           | Medalla de plata     | –48 kg               |
| Campeonato Panamericano |                            |                      |                      |
| Año                     | Lugar                      | Medalla              | Categoría            |
| 2009                    | Buenos Aires (Argentina)   | Medalla de bronce    | –48 kg               |
| 2010                    | San Salvador (El Salvador) | Medalla de bronce    | –48 kg               |
| 2011                    | Guadalajara (México)       | Medalla de bronce    | –48 kg               |
| 2012                    | Montreal (Canadá)          | Medalla de bronce    | –48 kg               |
| 2013                    | San José (Costa Rica)      | Medalla de bronce    | –48 kg               |
| 2014                    | Guayaquil (Ecuador)        | Medalla de bronce    | –48 kg               |
| 2017                    | Ciudad de Panamá (Panamá)  | Medalla de plata     | –48 kg               |
| 2018                    | San José (Costa Rica)      | Medalla de bronce    | –48 kg               |
| 2019                    | Lima (Perú)                | Medalla de bronce    | –48 kg               |
| 2020                    | Guadalajara (México)       | Medalla de plata     | –48 kg               |
| 2023                    | Calgary (Canadá)           | Medalla de plata     | –48 kg               |